# 桑托斯·胡利亚
桑托斯·胡利亚·迪亚斯（西班牙語：Santos Juliá Díaz，1940年—2019年10月23日）是西班牙历史学家，社会学家。

## 生平
1940年生于西班牙西北部拉科鲁尼亚省港口城市费罗尔。在马德里康普顿斯大学获得了历史学和社会学博士学位。历任国立远程教育大学社会史教授，荣誉教授。2005年获得西班牙国家历史文学奖。2019年10月23日因癌症去世。

## 作品
- . 1997.
- . 2004. ISBN 84-306-0516-9.
- . 2008.
- . 2010.
- . 2011.
- . Barcelona: Crítica. 2017.